# Kinsenjam
Kinsenjam (ou Kintsemjam) est une localité du Cameroun située dans la Région du Nord-Ouest, le département du Bui et la commune de Jakiri.

## Population
En 1969, on y a dénombré 1 443 personnes, principalement des Nso.
Lors du recensement national de 2005, Kinsenjam comptait 1 422 habitants.
En 2012, la population de Kinsenjam est estimée à 1 200 habitants.

## Éducation
Kinsenjam possède deux écoles d'enseignement primaire, une publique et une catholique. Par contre, Kinsenjam ne dispose pas d'un établissement d'enseignement secondaire.

## Santé publique
Kinsenjam ne possède pas d'hôpitaux ni de centres de santé. Kinsenjam est aussi alimenté en eau potable avec 17 robinets en bon état.

## Accès à l'électricité
En 2012, Kinsenjam n'a pas d'accès à l'électricité.

## Réseau routier
Kinsenjam est relié aux villages voisins par une route rurale et se situe à côté d'une route nationale. Par ailleurs, il existe des ponts en cours de construction, les ponts de Rohkinsenjam.